# Chaetocosmetes sumatranus
Chaetocosmetes sumatranus är en skalbaggsart som beskrevs av Moser 1917. Chaetocosmetes sumatranus ingår i släktet Chaetocosmetes och familjen Melolonthidae. Inga underarter finns listade i Catalogue of Life.